# Lisa Eichhorn

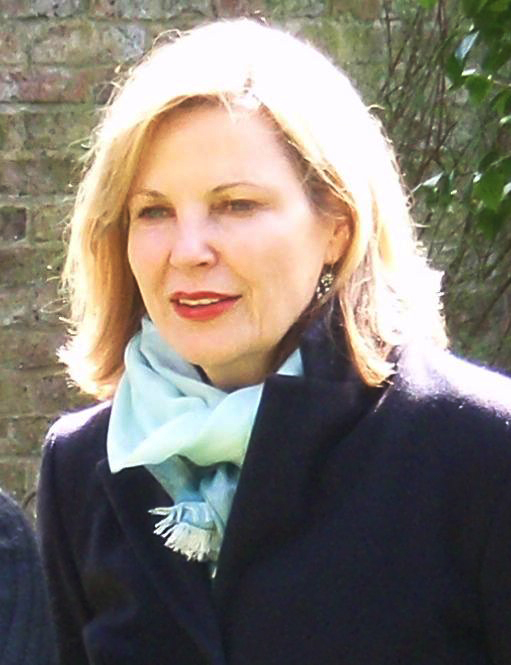
Lisa Eichhorn (2010)

Lisa Eichhorn (* 4. Februar 1952 in Glens Falls, New York, anderen Angaben zufolge in Reading, Pennsylvania) ist eine US-amerikanische Schauspielerin.

## Leben
Lisa Eichhorns Vater war Werbefachmann. Sie besuchte das kanadische Queen’s College und studierte in Oxford Literatur. Später nahm Eichhorn Schauspielunterricht an der Londoner Royal Academy of Dramatic Art.
In Großbritannien gab Eichhorn auch 1979 in einer BBC-Fernsehtheaterinszenierung ihr Debüt. Im selben Jahr spielte sie unter der Regie von James Ivory an der Seite von Lee Remick in dem romantischen Drama Die Europäer und unter der Regie von John Schlesinger eine der weiblichen Hauptrollen in dem Kriegsdrama Yanks – Gestern waren wir noch Fremde an der Seite von Richard Gere. Darauf folgte 1980 eine Nominierung für den BAFTA Award für Die Europäer und zwei Golden-Globe-Nominierungen für Yanks. Die beiden Kostümdramen brachten ihr den Ruf als eine der vielversprechendsten jungen Schauspielerinnen ihrer Zeit ein. Eichhorn konnte aber in den folgenden Jahrzehnten, trotz Auftritten in bis heute über 50 Film- und Fernsehproduktionen, nicht mehr an den Erfolg ihrer beiden ersten Filmrollen anknüpfen.
Im Jahr 2007 verfasste sie als Co-Autorin das Drehbuch der lettischen Großproduktion Die letzte Front – Defenders of Riga, die den Lettischen Unabhängigkeitskampf (1918–1920) thematisierte und die sie mitproduzierte. Der Film war der erste offizielle lettische Beitrag bei den Academy Awards 2009.
Lisa Eichhorn lebt in England. Sie ist in dritter Ehe mit dem auf Filmrecht spezialisierten Anwalt Bill Moxon verheiratet und aus zweiter Ehe Mutter einer Tochter.

## Filmografie (Auswahl)
- 1979: Die Europäer (The Europeans)
- 1979: Yanks – Gestern waren wir noch Fremde (Yanks)
- 1980: Warum sollte ich lügen? (Why Would I Lie?)
- 1980: Die unglaublichen Geschichten von Roald Dahl (Tales of the Unexpected, Fernsehserie, 1 Folge)
- 1981: Cutter’s Way – Keine Gnade (Cutter's Way)
- 1984: Wildrose
- 1986: H.A.R.T. – Spezialeinheit 500 (Opposing Force)
- 1986: Tödliche Parties (Murder in Three Acts)
- 1986: Miami Vice (Fernsehserie, eine Episode)
- 1990: Moon 44
- 1992–2003: Law & Order (Fernsehserie, 4 Episoden)
- 1993: Spurlos (The Vanishing)
- 1993: König der Murmelspieler (King of the Hill)
- 1995: Schwanger von Nr. 247 (A Modern Affair)
- 1996: Mr. Präsident Junior (First Kid)
- 1998: Goodbye Lover
- 1998: Judas Kiss
- 1998: Inspektor Morse, Mordkommission Oxford (Inspector Morse, Fernsehserie, 1 Folge)
- 1999: Der talentierte Mr. Ripley (The Talented Mr. Ripley)
- 2000: Boys, Girls & a Kiss (Boys and Girls)
- 2002: Criminal Intent – Verbrechen im Visier (Law & Order: Criminal Intent, Fernsehserie, Episode 2x02)
- 2005: Kenneth Tynan: In Praise of Hardcore (Fernsehfilm)
- 2006: Für alle Fälle Fitz (Cracker, Fernsehserie, 1 Folge)
- 2007: Inspector Barnaby (Midsomer Murders, Fernsehserie, Episode 10x02)
- 2012: Things I Don’t Understand
- 2013: Alles eine Frage der Zeit (About Time)
- 2013: Mr Selfridge (Fernsehserie, 1 Folge)
- 2015: Taken in Marokko – Die Marrakesch Verschwörung (Never Let Go)
- 2022: Deus